# Union County (Mississippi)
Union County is een county in de Amerikaanse staat Mississippi.
De county heeft een landoppervlakte van 1.076 km² en telt 25.362 inwoners (volkstelling 2000). De hoofdplaats is New Albany.